# 克鲁瓦达勒
克鲁瓦达勒（法語：Croixdalle，法語發音：[kʁwadal]）是法国滨海塞纳省的一个市镇，属于迪耶普区。

## 地理
克鲁瓦达勒（49°48'52"N, 1°21'48"E）面积11 平方千米，位于法国诺曼底大区滨海塞纳省，该省份为法国北部沿海省份，其西部及北部濒大西洋英吉利海峡，东起顺时针与索姆省、瓦兹省、厄尔省和卡爾瓦多斯省接壤。
与克鲁瓦达勒接壤的市镇（或旧市镇、城区）包括：巴约勒-讷维尔、巴约莱、布赖地区比尔、福雷欧维尔、隆迪尼耶尔、布赖地区梅尼耶尔、圣阿加特达列蒙。

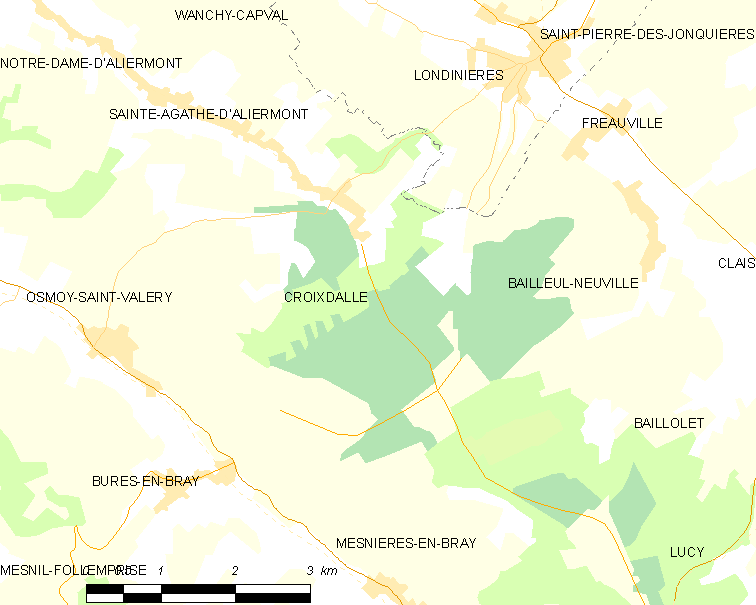
克鲁瓦达勒的OSM定位图

克鲁瓦达勒的时区为UTC+01:00、UTC+02:00（夏令时）。

## 行政
克鲁瓦达勒的邮政编码为76660，INSEE市镇编码为76202。

## 政治
克鲁瓦达勒所属的省级选区为布赖地区讷沙泰勒县。

## 人口

1962-2008年间克鲁瓦达勒人口变化图示

克鲁瓦达勒于2022年1月1日时的人口数量为337人。